# أنجو (إزار)
أنجو (بالإنجليزية: Anjou) هي بلدية في إزار، منطقة أوفيرني-رون ألب، جنوب شرق فرنسا.